# Pieces
Pieces EP je album švedskog death metal sastava Dismember. Diskografska kuća Nuclear Blast Records objavila ga je 27. listopada 1992. Godine 2005. EP je ponovo objavljen s osam pjesama uživo snimljenim 1993. u Stockholmu.

## Popis pjesama
Tekstovi i glazba: Fred Estby i Matti Kärki. 
| 1.    | »Intro« (instrumentalna skladba) | 0:14 |
| 2.    | »Pieces«                         | 3:07 |
| 3.    | »I Wish You Hell«                | 2:22 |
| 4.    | »Carnal Tomb«                    | 3:34 |
| 5.    | »Soon to Be Dead«                | 1:54 |
| 11:11 |                                  |      |

| Bonus pjesme na reizdanju iz 2005. | Bonus pjesme na reizdanju iz 2005.    | Bonus pjesme na reizdanju iz 2005. | Bonus pjesme na reizdanju iz 2005. | Bonus pjesme na reizdanju iz 2005. | Bonus pjesme na reizdanju iz 2005. | Bonus pjesme na reizdanju iz 2005. | Bonus pjesme na reizdanju iz 2005. | Bonus pjesme na reizdanju iz 2005. | Bonus pjesme na reizdanju iz 2005. |
| Br.                                | Skladba                               | Trajanje                           |                                    |                                    |                                    |                                    |                                    |                                    |                                    |
| ---------------------------------- | ------------------------------------- | ---------------------------------- | ---------------------------------- | ---------------------------------- | ---------------------------------- | ---------------------------------- | ---------------------------------- | ---------------------------------- | ---------------------------------- |
| 6.                                 | »Torn Apart« (uživo, obrada Carnagea) | 4:44                               |                                    |                                    |                                    |                                    |                                    |                                    |                                    |
| 7.                                 | »Pieces« (uživo)                      | 3:00                               |                                    |                                    |                                    |                                    |                                    |                                    |                                    |
| 8.                                 | »Reborn in Blasphemy« (uživo)         | 4:40                               |                                    |                                    |                                    |                                    |                                    |                                    |                                    |
| 9.                                 | »Override of the Overture« (uživo)    | 4:30                               |                                    |                                    |                                    |                                    |                                    |                                    |                                    |
| 10.                                | »Carnal Tomb« (uživo)                 | 3:30                               |                                    |                                    |                                    |                                    |                                    |                                    |                                    |
| 11.                                | »Skin Her Alive« (uživo)              | 2:20                               |                                    |                                    |                                    |                                    |                                    |                                    |                                    |
| 12.                                | »Case # Obscene« (uživo)              | 3:38                               |                                    |                                    |                                    |                                    |                                    |                                    |                                    |
| 13.                                | »I Wish You Hell« (uživo)             | 2:15                               |                                    |                                    |                                    |                                    |                                    |                                    |                                    |
| 14.                                | »Bleed for Me« (uživo)                | 3:07                               |                                    |                                    |                                    |                                    |                                    |                                    |                                    |
| 15.                                | »Deranged from Blood« (uživo)         | 3:05                               |                                    |                                    |                                    |                                    |                                    |                                    |                                    |
| 46:00                              |                                       |                                    |                                    |                                    |                                    |                                    |                                    |                                    |                                    |

## Zasluge
Dismember
- Richard Daemon – bas-gitara
- Fred Estby – bubnjevi
- Matti Kärki – vokal
- David Blomqvist – solo gitara
- Robert Sennebäck – ritam gitara

Ostalo osoblje
- Repro Desaster – dizajn
- Tomas Skogsberg – produkcija, inženjer zvuka
- Markus Staiger – izvršna produkcija
- Zeta Lorentzon – naslovnica, grafički dizajn, fotografije
- Henrik Wiman – naslovnica, grafički dizajn, fotografije
- P. E. Eriksson – grafički dizajn, fotografije